# Emanuela Salopek
Emanuela Salopek (18 de abril de 1987) é uma basquetebolista profissional croata.

## Carreira
Emanuela Salopek integrou a Seleção Croata de Basquetebol Feminino, em Londres 2012, que terminou na décima colocação.